# Élson Falcão da Silva
Élson Falcão da Silva, mais conhecido como Élson (Conceição do Araguaia, 16 de novembro de 1981), é um ex-futebolista brasileiro que atuava como meio-campista

## Carreira
Passou pelas divisões de base do Ituano antes de ser revelado pelo EC Vitória, em 2000. Estava no elenco do rubro-negro no ano de 2002, quando a equipe baiana venceu o  Palmeiras por 4 a 3, rebaixando o time paulista para a segunda divisão do Campeonato Brasileiro.
Depois de passar pelo Ituano em 2003, foi contratado pelo alviverde paulista, então comandado por Jair Picerni, ajudando o time a regressar à elite do futebol brasileiro, como campeão da Série B.
Vendido ao VfB Stuttgart, foi emprestado para três clubes brasileiros enquanto não tinha oportunidade no time alemão, Ponte Preta, Cruzeiro e Goiás, clube pelo qual torceu na infância e se tornou ídolo. Fato curioso e relevante na carreira do jogador foi quando, ainda jogador do Cruzeiro, antes de um clássico regional contra o Atlético-MG, em uma entrevista, disse: "A torcida do Cruzeiro é a maior do Mineirão". A partir daí, Élson ficou imortalizado para a torcida do Cruzeiro que entoava o cântico durante as partidas: "O Élson falou. E ele tem razão. Torcida do Cruzeiro é a maior do Mineirão".
Em 2008, retornou à Alemanha. Seu último time foi o russo FC Rostov, até chegar em janeiro de 2013 ao clube catarinense Criciúma. Em junho de 2013 acabou seu contrato com o clube catarinense Criciúma e não foi renovado, assinando no mês seguinte com o Oestede Itápolis.
Em 2016, depois de 2 anos sem jogar, Élson retornou ao futebol pelo Castanhal.

## Títulos
Ituano
- Campeonato Paulista de 2002

Palmeiras
- Campeonato Brasileiro de 2003 - Série B
- Troféu 90 Anos do Esporte Clube Taubaté: 2004

Criciúma
- Campeonato Catarinense: 2013